# DTS
DTS (sound to sound) é uma série de tecnologias de áudio multicanal de propriedade da Xperi Corporation (anteriormente conhecida como Digital Theater Systems, Inc.), uma empresa americana especializada em formatos digitais som surround para aplicações comerciais / teatrais e de consumo. Era conhecido como The Digital Experience até 1995. DTS licencia suas tecnologias para fabricantes de produtos eletrônicos de consumo.
Em dezembro de 2016, a DTS foi adquirida pela Tessera, agora chamada de Xperi.

## História
A DTS foi fundada por Terry Beard, engenheiro de áudio e graduado em Caltech. Beard, falando com um amigo de um amigo, foi capaz de tocar com Steven Spielberg para ouvir uma remasterização do filme de Spielberg Contatos Imediatos do Terceiro Grau mixado no DTS. Spielberg então selecionou o som DTS para seu próximo filme, Jurassic Park, e com o apoio da Universal Pictures e Matsushita Electric, mais de 1.000 cinemas em os Estados Unidos adotaram o sistema DTS.

## Tipos DTS
- DTS-ES

6.1 canais
- DTS Neo:6

como Dolby Pro Logic IIx, pode transformar o conteúdo estéreo em som 5.1 canais ou 6.1 canais
- DTS Neo:X

como Dolby Pro Logic IIz, pode transformar o conteúdo estéreo, 5.1, 6.1 ou 7.1 em som 11.1 canais, adicionado frontais altos e frontais largos
- DTS 96/24

5.1 canais / 96 KHz / 24 bits
- DTS-HD High Resolution Audio

até 7.1 canais / Taxa de bits constantes de 2 MBPS a 6 MBPS / 96 KHz / 24 bits
- DTS-HD Master Audio

Sem limite de canais, sem compressão